# Galinstan

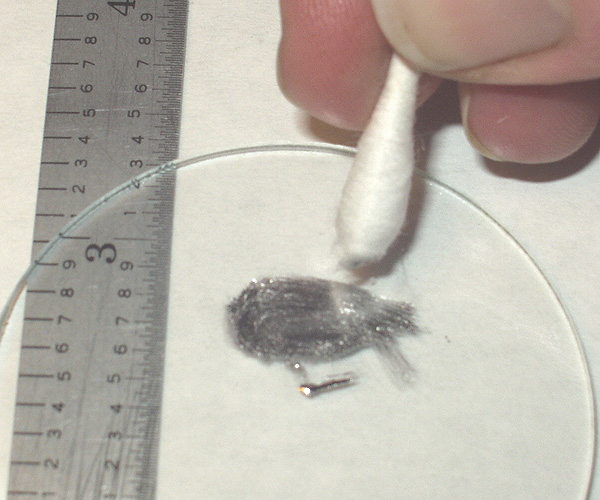
Galinstan på ett stycke glas

Galinstan är en legering med eutektisk sammansättning som är flytande redan vid rumstemperatur. Den stelnar vid –19 °C. Kokpunkten är 1 300 °C, densiteten 6 440 kg/m3.
Sammansättningen är 68,5 % gallium, 21,5 % indium, 10 % tenn.
På grund av dess ogiftighet är galinstan ett alternativ för hälsofarligt kvicksilver vid tillverkning av termometrar. En komplikation därvidlag är att galinstan häftar mot glas. Detta kan avhjälpas genom att man belägger kapillärens insida med galliumoxid.